# Le Kremlin-Bicêtre
Le Kremlin-Bicêtre es una comuna francesa situada en el  departamento de Valle del Marne, de la región de Isla de Francia. Es la cabecera (bureau centralisateur en francés) y mayor población del cantón de su nombre.

## Geografía
Está ubicada en las afueras (banlieue en francés) sur de París y limítrofe de la capital francesa.

## Demografía
| 10 804 | 11 830 | 13 018 | 14 907 | 16 830 | 18 911 | 17 453 | 17 038 | 14 072 | 15 618 | 18 834 | 20 798 | 20 061 | 17 543 | 19 348 | 23 724 | 25 859 | 25 640 |
| Para los censos de 1962 a 1999 la población legal corresponde a la población sin duplicidades (Fuente: INSEE [Consultar]) |        |        |        |        |        |        |        |        |        |        |        |        |        |        |        |        |        |

## Historia
La comuna se constituyó  el 13 de diciembre de 1896, separándose de Gentilly. Pero la identidad de la población se había forjado mucho antes en torno al antiguo hospicio, posteriormente manicomio, actual Centre Hospitalier Universitaire.

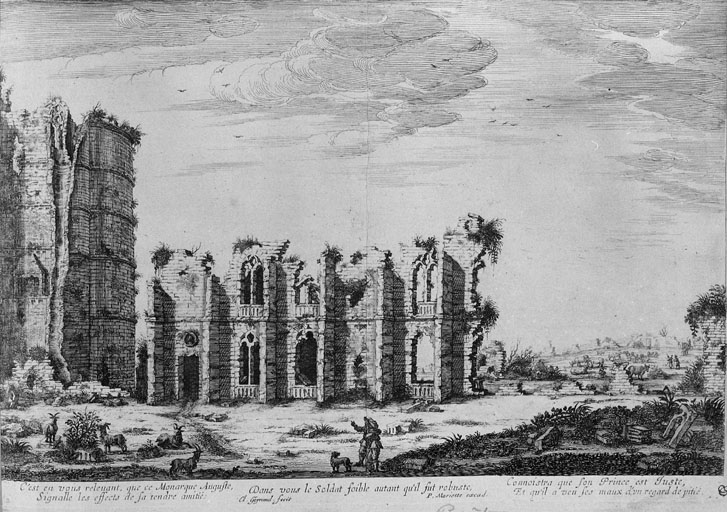
Ruinas del castillo.

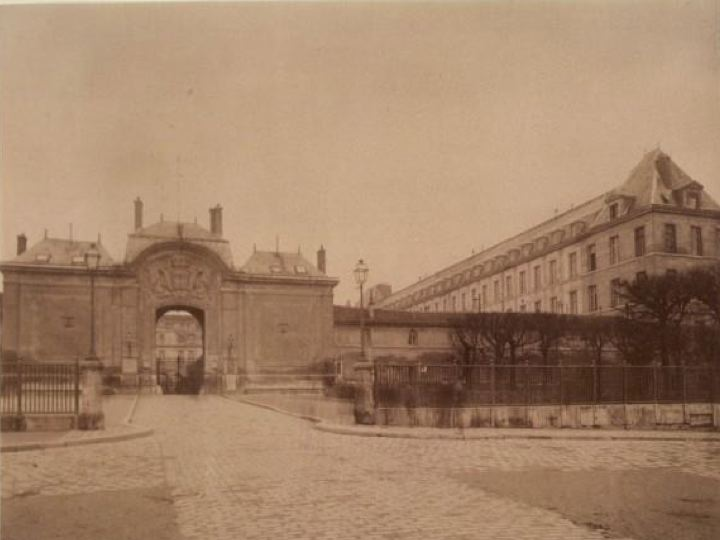
El hospital en 1901.

El nombre de la comuna se origina en la presencia del palacio de Jean de Pontoise, que a finales del siglo XIII era obispo de Winchester. Este vocablo se transformó en Vincestre y posteriormente en Bicestre, y quedó como nombre del lugar. Kremlin viene del nombre de un cafetín construido cerca del hospicio: Le Sergent du Kremlin. Poco a poco, el nombre de Kremlin se fue aplicando a todo el barrio, que cuando se erigió en comuna se unió a la apelación Bicêtre, quedando la forma presente: Le Kremlin-Bicêtre.

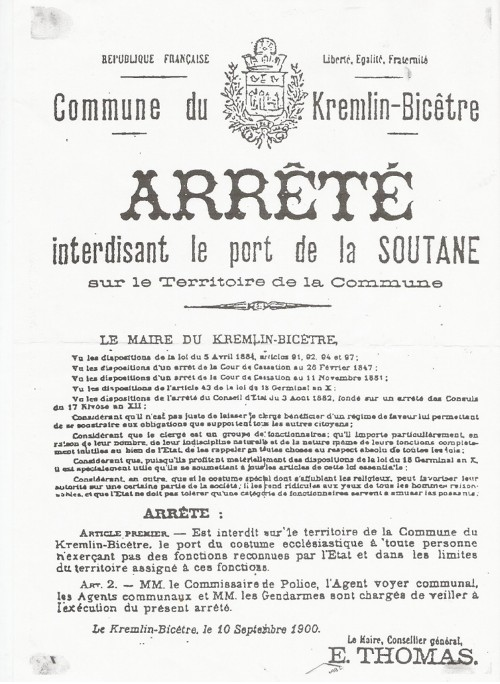
Bando prohibiendo el uso de la sotana en la comuna (1900).

El primer alcalde fue Eugène Thomas, socialista y anticlerical (1897-1919). Sus dos objetivos eran equipar a la comuna de los equipamientos necesarios para su humilde población (dispensarios, ayuntamiento, correos) y hacer del municipio un bastión del socialismo.

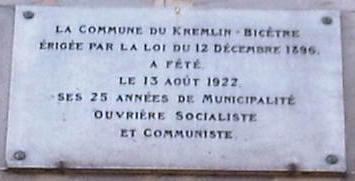
Placa conmemorando los 25 años de ayuntamiento socialista (1922).

Thomas fue sucedido a su muerte por Georges Gérard (1919-1944), también socialista, pero cuya posición política durante la Ocupación (1940-1944) fue colaboracionista y fue ejecutado por la Resistencia. Tras la liberación y hasta 1947 el alcalde fue Gabriel Brion, comunista.
El doctor Antoine Lacroix fue el siguiente alcalde (1947-1983), apoyado por los socialistas y la derecha. A partir de 1947 el tejido artesanal y de pequeñas empresas industriales prácticamente desaparece. La idea central de la administración Lacroix, la renovación de los barrios centrales, lleva a la destrucción del tejido urbano antiguo, sustituido por nuevos barrios con una población renovada.
Claudine Décimo (1983-1995), y Jean-Luc Laurent, elegido por primera vez en 1995, y reelegido en 2001 y 2008, son los siguientes alcaldes. En 2000, Le Kremlin-Bicêtre se asoció con otras seis comunas de Valle del Marne (Arcueil, Cachan, Fresnes, Gentilly, L'Haÿ-les-Roses, Villejuif) para formar la Communauté d'agglomération de Val de Bièvre.

## Educación
- E-Artsup
- École pour l'informatique et les nouvelles technologies
- École pour l'informatique et les techniques avancées
- IONIS School of Technology and Management
- Web@cademie

## Transportes
La comuna dispone de una estación de la línea 7 del metro de París.